# Holger-Czukay-Preis für Popmusik der Stadt Köln
Der Holger-Czukay-Preis für Popmusik der Stadt Köln ist ein Musikpreis, der seit 2019 jährlich von der Stadt Köln vergeben wird. Er ist nach dem  deutschen Musiker Holger Czukay (1938–2017) benannt.

## Entstehung
Im Juni 2019 wurde bekannt, dass der in diesem Jahr erstmals ausgelobte und mit 15.000 Euro dotierte Popmusik-Preis der Stadt Köln nach Czukay benannt werden soll. Laut Ratsvorlage soll dadurch das Vermächtnis Czukays geehrt werden; der Name soll die zukünftigen Preisträger „in eine Verbindung mit dem außergewöhnlichen Werk dieses Künstlers“ stellen und zugleich helfen, den Preis überregional bekannt zu machen. Ausgezeichnet werden Einzelpersonen, Bands oder Institutionen, die sich mit „herausragenden Leistungen“ um die Popmusikszene der Stadt verdient gemacht haben.
Am 11. September 2019 wurden die ersten Preisträger bekanntgegeben, am 31. Oktober die Preise verliehen: Den mit 15.000 Euro dotierten Hauptpreis erhielt der Musiker und Künstler Wolfgang Voigt, den Ehrenpreis das CAN-Gründungsmitglied Irmin Schmidt.
Für 2020 sprach die Jury dem Künstlerduo Mouse on Mars den Hauptpreis zu: „Mouse on Mars zählen zu den wenigen experimentellen deutschen Popkünstlern, die international wahrgenommen werden (…), kehren aber regelmäßig nach Köln zurück.“ Mit dem Ehrenpreis wurde die Electro-Disco-Formation Gina X Performance für ihr Lebenswerk gewürdigt.
Preisträger 2021 war die Kölner Band AnnenMayKantereit, die laut Jury „Themen und Fragen der jüngeren Generation in ihren zumeist deutschsprachigen Liedern prägnant auf den Punkt“ gebracht hat. Der Ehrenpreis wurde an den Kölner Musiker Arno Steffen verliehen.
Im Jahr 2022 wurde die Kölner Gruppe Von Spar ausgezeichnet, die laut Jury „an das Erbe des Krautrocks anknüpfen und dieses in eigener Prägung ins Hier und Jetzt überführen.“ Erstmals mit einem Preisgeld (in Höhe von EUR 5.000) dotiert, wurde der Holger-Czukay-Ehrenpreis dem Kölner Projekt Whirlpool Productions in Würdigung seines einflussreichen Schaffens zugesprochen.
Laut Ankündigung des Kölner Kulturdezernenten Stefan Charles wurde der Holger-Czukay-Preis seit 2023 um einen mit 2.500 € dotierten Zukunftspreis ergänzt, mit dem jüngere Acts ausgezeichnet werden können, von denen man einen prägenden Einfluss auf die musikalische Zukunft der Stadt erwartet.
2023 wurde der Hauptpreis der Band Klee, der Ehrenpreis für ihr Lebenswerk der Gruppe Floh de Cologne und der erstmals verliehene Zukunftspreis der philippinisch-deutschen Musikerin, Sängerin, Produzentin und Multi-Instrumentalistin Ray Lozano zuerkannt und am 21. November 2023 überreicht.
2024 wurde der Hauptpreis Roosevelt (Projekt von Marius Lauber) zuerkannt, der Ehrenpreis für besondere Leistungen dem Rapper Eko Fresh und der Zukunftspreis der Garagen-(Post)Punkband pogendroblem. Die Preise wurden am 15. November 2024 verliehen.
Den Hauptpreis 2025 erhält der Kölner Musiker Ozan Ata Canani, laut Jury von „herausragender Bedeutung für die Kölner Musikszene, als Repräsentant von mehreren migrantischen Generationen, Brückenbauer zwischen verschiedenen Kulturen, aber vor allem als großer Menschenfreund“. Der Zukunftspreis geht an die weibliche Punkrock-Gruppe The Red Flags und der Ehrenpreis an den Reggae-Musiker Gentleman; die Preisverleihung ist für den 27. Oktober vorgesehen.